# Lac Agnes
Lake Agnes est un petit lac de montagne situé dans le parc national de Banff dans la province d'Alberta, au Canada.
Il a une superficie de 0,52 km2 et est situé à environ 3,5 km de Lake Louise. Un salon de thé se trouve sur la rive orientale à une altitude de 2 134 m. Un chemin de randonnée continue à descendre le long de la rive nord, tournant à 180° avant de commencer l'ascension du Big Beehive.

## Source
- (en) Cet article est partiellement ou en totalité issu de l’article de Wikipédia en anglais intitulé « Lake Agnes (Alberta) » (voir la liste des auteurs).